# منتخب اليونان للكريكت
منتخب اليونان الوطني للكريكت (باليونانية: Εθνική Ελλάδας)‏ هو ممثل اليونان الرسمي في المنافسات الدولية في الكريكت .